# Leptochristina variabilis
Leptochristina variabilis är en skalbaggsart som beskrevs av Rudolph Petrovitz 1962. Leptochristina variabilis ingår i släktet Leptochristina och familjen Melolonthidae. Inga underarter finns listade i Catalogue of Life.